# Amoebidiales
De Amoebidiales vormen een orde van lagere schimmels (Zygomycota) uit de klasse van Trichomycetes.
De soorten uit deze orde vormen amoebeachtige cellen. Er zijn 12 soorten bekend.

## Taxonomie
De taxonomische indeling van de Amoebidiales is als volgt:
Orde: Amoebidiales
- Familie: Amoebidiaceae